# US-amerikanische Beachhandball-Nationalmannschaft der Frauen
Die US-amerikanische Beachhandball-Nationalmannschaft der Frauen repräsentiert den Handball-Verband der Vereinigten Staaten als Auswahlmannschaft auf internationaler Ebene bei Länderspielen im Beachhandball gegen Mannschaften anderer nationaler Verbände.
Als Unterbau fungiert die Nationalmannschaft der Juniorinnen. Das männliche Pendant ist die US-amerikanische Beachhandball-Nationalmannschaft der Männer.

## Geschichte
Obwohl sich der Beachhandball zuletzt sehr schnell in den USA entwickelt, gehört das Land nicht zu den Pionieren in dieser Sportart, was vor allem daran liegt, dass „Teamhandball“ im Land nahezu unbekannt ist. Es dauerte bis 2012, dass die USA im Rahmen der Pan-Amerikanische Meisterschaften erstmals eine weibliche Nationalmannschaft aufstellten, die in Montevideo, Uruguay den letzten Platz belegte. Gegen die übermächtigen Mannschaften aus Brasilien, Argentinien, Uruguay und anderen Ländern Südamerikas konnte das Land noch nicht gegenhalten, zudem waren die Entfernungen auf dem Doppelkontinent, wo die Beachhandball-Turniere fast durchweg im Süden ausgetragen wurden, weit und waren mit hohen Kosten für den kleinen Verband verbunden.
Somit kehrte die USA erst 2018 zu den im heimischen Oceanside ausgetragenen Pan-Amerikameisterschaften wieder in das Teilnehmerfeld zurück. In Kalifornien wurde das Team schon nicht mehr die letzte Mannschaft, sondern erreichte den sechsten Rang bei acht teilnehmenden Nationen. 2018 folgte auch die erste Teilnahme an den Weltmeisterschaften. Auch im russischen Kasan konnte das US-Team zwei andere Mannschaften hinter sich lassen und wurde Zehnte. Nachdem sich auf Druck der Internationalen Handballföderation (IHF) im April 2019 die Pan-American Team Handball Federation (PATHF) auflöste und in den beiden Nachfolgeorganisationen Handballkonföderation Nordamerikas und der Karibik (NACHC beziehungsweise NORCA) und Süd- und mittelamerikanische Handballkonföderation (SCAHC beziehungsweise COSCABAL) aufging, war dies ein Glücksfall für die USA, die sich nun beim Kampf um die Qualifikation zu wichtigen Weltturnieren wie den Weltmeisterschaften und den World Games nicht mehr mit den Südamerikanischen Mannschaften messen mussten, sondern nun mit Mexiko, der Dominikanischen Republik, Trinidad und Tobago oder auch Puerto Rico.
Noch 2019 wurden nach der Verbandstrennung die ersten Nordamerika- und Karibikmeisterschaften ausgetragen. In Chaguanas auf Trinidad und Tobago war die US-Mannschaft nun in der Favoritenrolle und wurde dieser gerecht, indem sie das Finale erreichte und dort die größten Konkurrentinnen aus Mexiko in zwei Sätzen besiegten. Lohn war darüber hinaus die Qualifikation für die ersten World Beach Games 2019 in Katar, die US-Spielerinnen blieben sich treu und platzierten sich erneut auf dem drittletzten Platz. Nach einer zweijährigen erzwungenen Pause aufgrund der COVID-19-Pandemie setzte 2022 der internationale Spielbetrieb wieder ein. Bei den Nordamerika- und Karibikmeisterschaften gingen die USA erneut als Favoritinnen in das Turnier und erreichten erneut das Finale gegen Mexiko. Dieses Mal musste sich die US-Mannschaft jedoch den Konkurrentinnen in zwei Sätzen geschlagen geben. Dennoch qualifizierte sich die USA mit dem Ergebnis für die Weltmeisterschaften 2022 auf Kreta. Wie schon 2018 wurde das Team 14. und belegte damit den drittletzten Platz. Der „Fluch“ des drittletzten Ranges wurde im letzten Turnier des Jahres gebrochen: bei den World Games im heimischen Birmingham drangen die USA bis in das Halbfinale vor, profitierten jedoch dabei davon, dass das ohnehin schon kleine Starterfeld von nur acht Mannschaften aufgrund äußerer Umstände – Dänemark und Vietnam konnten aus unterschiedlichen Gründen kurzfristig nicht an den Games teilnehmen – noch weiter reduziert wurde. Nach deutlichen Niederlagen gegen die späteren Titelträger aus Deutschland im Halbfinale und gegen Argentinien im Spiel um die Bronzemedaille belegte das US-Team den vierten Platz. Christine Mansour, die schon bei den Weltmeisterschaften als deutlich beste Torschützin Teil des All-Star-Teams war, wurde dieses Mal als beste Pivot ins All-Star-Team gewählt.
Das folgende Jahr begann mit der erstmaligen Teilnahme an der im Vorjahr eingeführten Global Tour, deren amerikanisches Turnier 2023 im brasilianischen Maricá ausgetragen wurde. Hinter den südamerikanischen Größen Brasilien und Argentinien kamen die Frauen der USA auf den Bronzerang und konnten dabei ihre ärgsten Konkurrentinnen im regionalen Verband, Mexiko, hinter sich lassen.
Da Handball in keiner seiner Teildisziplinen bislang in den USA etabliert ist, kommen nahezu alle Spielerinnen von anderen Sportarten und wechseln meist erst mit fortgeschrittenerem Alter zum Handball.

## Teilnahmen
| World Games - 2001: keine Teilnahme - 2005: keine Teilnahme - 2009: nicht qualifiziert - 2013: nicht qualifiziert - 2017: nicht qualifiziert - 2022: 4. World Beach Games - 2019: 10. - 2023: | Weltmeisterschaften - 2001: abgesagt - 2004: nicht qualifiziert - 2006: nicht qualifiziert - 2008: nicht qualifiziert - 2010: nicht qualifiziert - 2012: nicht qualifiziert - 2014: nicht qualifiziert - 2016: nicht qualifiziert - 2018: 14. - 2020: qualifiziert, abgesagt - 2022: 14. | Pan-Amerikanische Meisterschaften - 2004: keine Teilnahme - 2008: keine Teilnahme - 2012: 5. - 2014: keine Teilnahme - 2016: keine Teilnahme - 2018: 6. Nordamerika- und Karibikmeisterschaften - 2019: 1. - 2022: 2. | Global Tour - 2022: nicht eingeladen - 2023: 3. |

- PAM 2012: Diva Desai • Marilyn Elder • Toni Ernst (TW) • Sophie Fasold (TW) • Sarah Gascon • Malgorzata Gunka • Erin Kizer • Trish O’Toole[17]

- PAM 2018: Marilyn Elder • Elizabeth Hartnett • Jennifer Farrar • Courtney Heeley • Katiann Scherer (TW) • Staci Self (TW) • Renee Snyder • Melissa Sponagle • Ashley Van Ryn • Rachel Wong ()[18]

- WM 2018: Lisa Dunn • Marilyn Elder • Elizabeth Hartnett • Jade Hayes • Courtney Heeley • Desiree Nguyen • Katiann Scherer (TW) • Renee Snyder • Melissa Sponagle • Ashley Van Ryn ()[19] • Ersatz: Athena Del Rosario (TW) • Jence Rhoads

- NKM 2019: Cedar Bellows • Courtney Heeley • Christine Mansour • Kourtney Rhoads • Katiann Scherer (TW) • Staci Self (TW) • Renee Snyder • Melissa Sponagle • Ashley Van Ryn () • Elise Zvirbulis • Ersatz: Athena Del Rosario (TW) • Marilyn Elder • Elizabeth Hartnett • Michelle Nizza • Kimberly Popp • Hannah Ross[20]

- WBG 2019: Cedar Bellows • Elizabeth Hartnett • Courtney Heeley • Christine Mansour • Kourtney Rhoads • Katiann Scherer (TW) • Staci Self (TW) • Renee Snyder • Melissa Sponagle • Ashley Van Ryn ()[21] • Ersatz: Athena Del Rosario • Jence Rhoads • Rachel Wong • Elise Zvirbulis[22]

- NKM 2022: Cecilia Agraz • Cedar Bellows • Missy Browne • Isabelle Gosar • Courtney Heeley • Emma Johnson (TW) • Christine Mansour • Staci Self (TW) • Rachel Wong Walker • Ashley Van Ryn () • Ersatz: Kimberly Popp • Katiann Scherer (TW) • Renee Snyder • Taylee Tellechea[23]

- WM 2022: Cecilia Agraz • Cedar Bellows • Missy Browne • Isabelle Gosar • Courtney Heeley • Emma Johnson (TW) • Christine Mansour • Staci Self (TW) • Renee Snyder • Ashley Van Ryn () • im erweiterten gemeldeten Kader: Athena Del Rosario (TW) • Ashley Pert • Kimberly Popp • Katiann Scherer (TW) • Taylee Tellechea • Rachel Walker[24]

- WG 2022: Cecilia Agraz • Cedar Bellows • Isabelle Gosar • Courtney Heeley • Emma Johnson (TW) • Christine Mansour • Kimberly Popp • Staci Self (TW) • Renee Snyder • Ashley Van Ryn () • im erweiterten gemeldeten Kader: Missy Browne • Athena Del Rosario (TW) • Ashley Pert • Katiann Scherer (TW) • Taylee Tellechea • Rachel Walker[25]

- GT 2023: Cedar Bellows • Missy Browne • Athena Del Rosario (TW) • Kelsey Fautsch • Meghan Kaminski • Christine Mansour • Lauren Micou • Staci Self (TW) • Renee Snyder • Taylee Tellechea[26]

## Trainer
| Cheftrainer/in - 2012–2013: Dede Piankova - 2018–2019: Juliano de Oliveira - 2019–2022: Lisa Dunn | Co-Trainer/in - 2018 PAM: Darryl Yarbrough - 2018 WBG–2019: Lisa Dunn - seit 2022: Michelle Mensing |